# Jörgen Nordhagen
Jörgen Nordhagen, född 10 januari 2005 i Tranby, är en norsk tävlingscyklist och före detta längdåkare. Nordhagen vann guld i Juniorvärldsmästerskapen i nordisk skidsport 2024 i Planica i disciplinen 20 kilometer masstart i fri stil. Han vann loppet med över två minuter, men hade redan innan loppet meddelat att han skulle avsluta längdåkningskarriären efter mästerskapet. Han deltog även i juniorvärldsmästerskapen 2023 och blev där sexa i tio kilometer fristil med individuell start. Nordhagen har även ett silver från norska juniormästerskapen 2022 i samma disciplin.
Som tävlingscyklist kör han för Team Visma och har bland annat vunnit en etappseger i Giro della Lunigiana under 2023.